# Access All Areas (Spyro Gyra)
Access All Areas è il primo album dal vivo del gruppo musicale statunitense Spyro Gyra, pubblicato nel giugno 1984.

## Il disco
Il disco è stato classificato al primo posto dalla rivista settimanale statunitense Billboard per la categoria Top Jazz Album. La versione originale in vinile (doppio LP del 1984) contiene 11 tracce; la prima del lato A, mancante su CD, è Old San Juan; le rimanenti tracce mantengono l'ordine originale.

## Tracce
1. Shaker Song (Jay Beckenstein) – 6:57
2. Serpent in Paradise (Jay Beckenstein) – 5:52
3. Heliopolis (Jay Beckenstein) – 11:12
4. Harbor Nights (Jay Beckenstein) – 6:52
5. Conversations (Tom Schuman) – 8:16
6. Schu's Blues (Tom Schuman) – 4:36
7. Morning Dance (Jay Beckenstein) – 5:25
8. Islands in the Sky (Jeremy Wall) – 6:21
9. Sea Biscuit (Spyro Gyra) – 5:22
10. Latin Streets (Jorge Dalto, Gerardo Velez) – 7:58

## Formazione
- Jay Beckenstein – sassofoni e lyricon
- Tom Schuman – tastiere
- Eli Konikoff – batteria
- Kim Stone – basso
- Chet Catallo – chitarra
- Dave Samuels – marimba e vibrafono
- Gerardo Velez – percussioni